# Владимир Вълев – Питбула
Владимир Вълев, по-известен като Питбула, е български спортист, заслужил майстор на спорта, състезател по кикбокс и тайбокс за аматьори и кикбоксьор професионалист.
Многократен републикански, балкански, европейски и световен шампион. Той е най-титулуваният български боец в аматьорските и професионални серии по кикбокс в стил К 1.

## Биография
Роден е на 10 юли 1984 г. във Варна. Семеен с две деца – Станислав Вълев, роден през 2011 г. и Юлия Вълева – през 2018 г.
Състезател
През 2013 г. получава приз за най-добър състезател в света по кикбокс в своята категория: Best Fighter of the world championship в стил К 1. През 2016 г. става първият българин световен шампион по кикбокс за професионалисти, носител на световна титла в категория 71,8 кг и на пояса при WAKO PRO в стил К 1 и оглавява световната ранглиста с най-висок брой точки – 55 на WAKO PRO.
В дългогодишната си спортна кариера се състезава в различни категории за федерациите WAKO, WMF, WPN, WPF, WPKA, WAKO PRO. Има проведени над 300 срещи, от които 54 на професионалния ринг с баланс от 5 загуби и 1 равен мач. Спортист № 1 на Варна за 2013 и 2016 година. През 2016 г. е удостоен със специален плакет на Община Варна за принос към спорта и утвърждаване авторитета на града и специална награда от министъра на спорта
Народен представител в XLIV и XLV народно събрание.
https://www.gerb.bg/bg/team/vladimir_valev-1840.html?__cf_chl_f_tk=OJBaJeimDuUIzXei.pdPzfjgOVGORsV1l3R9_HoORyk-1642326177-0-gaNycGzNCJE
- 1996 – 1996 г.: СК „Торнадо“ – треньор Тенчо Ставрев
- 2000 – 2000 г.: СК „Йорк“ – треньор Станислав Бахчеванов
- 2007 – 2007 г.: СК „Викинг“ – треньор Николай Скипарнов
- 2012 – 2012 г.: СК „Боил“ – треньор Красимир Кирилов
- 2015 – 2015 г.: СК „Дрийм“ – треньор Добромир Иванов
- 2016 – 2016 г.: СК „Тим“ – треньор Красимир Димов

Треньор
Удостоен с грамота от Община Варна в категория: Най-добър треньор в индивидуалните спортове за 2014 г.
От края на 2016 г. е състезател и треньор в спортен клуб „ТИМ“.
От 2018 г.  е национален селекционер по кикбокс.

## Успехи
Tайбокс титли (федерация WMF)
- 2010 г.: световно първенство, III място
- 2012 г.: европейски шампион
- 2013 г.: световен шампион

Кикбокс титли (федерация WAKO и WKN)
- 2005 г.: европейски шампион WKN
- 2009 г.: световно първенство, III място
- 2010 г.: европейски шампион – финал срещу Сергей Адамчук (Sergey Adamchuk), Украйна
- 2011 г.: световен шампион – финал срещу Таха Алами Мароуни (Taha Alami Marrouni), Мароко
- 2012 г.: европейски шампион – финал срещу Яунени Тселитса (Yauneni Tselitsa), Беларус
- 2013 г.: световен шампион – финал срещу Макс Спадаренка (Maks Spadarenka), Беларус
- 2016 г.: световен шампион – WAKO PRO финал срещу Максим Колпак (Maksim Kolpak), Русия

Треньор
- Удостоен с грамота от Община Варна в категория: Най-добър треньор в индивидуалните спортове за 2014 г.
- От 2018 г. е национален селекционер по кикбокс.
- Удостоен е с грамота от Българска конфедерация по кикбокс и муай тай в категория: Най-добър треньор за 2020 г.